# Тэбэкару, Николай
Николай Тэбэкару (рум. Nicolae Tăbăcaru; род. 20 августа 1955, с. Надречное, Тарутинский район, Одесская область, Украинская ССР, СССР) — советский и молдавский государственный и политический деятель, дипломат. Чрезвычайный и полномочный посол.
Советник президента Республики Молдова по вопросам внешней политики (1997). Министр иностранных дел Республики Молдова (1997—2000). Посол Республики Молдова в Германии, Дании и Швеции (2001—2003).

## Биография
Родился 20 августа 1955 года в селе Надречное Тарутинского района Одесской области Украинской ССР (ныне село в составе Бородинской поселковой общины Болградского района Украины).

### Образование
Окончил Кишинёвский государственный университет имени В. И. Ленина и Ленинградский политологический институт (1987—1989), затем учился в Дипломатической академии МИД России (1991—1992). Позже посещал дипломатические курсы министерства иностранных дел Швеции (1993).
Свободно владеет английским, русским и французским языками.

### Трудовая деятельность
В 1989 году был назначен первым секретарём протокольно-информационного отдела, а в следующем году стал начальником протокольного отдела МИД Молдавской ССР.
С 1992 по 1993 год — работа в министерстве иностранных дел Республики Молдова: занимал должности директора Управления ООН и директора службы протокола.
С 1993 по 1996 год — советник и советник-посланник посольства Республики Молдова в королевстве Бельгия.
С 1996 по 1997 — глава Управления Европы и Северной Америки МИД Республики Молдова, советник президента Петра Лучинского — начальник Службы внешних связей и протокола.
С 28 июля 1997 по 22 ноября 2000 года — министр иностранных дел Республики Молдова. В этот период 20 августа 1999 года был присвоен дипломатический ранг Чрезвычайного и полномочного посла.
С 14 февраля 2001 по 14 октября 2003 года — чрезвычайный и полномочный посол Республики Молдова в Германии, королевстве Дания и королевстве Швеция по совместительству (с 20 февраля 2001 года).

## Семья
Женат, двое детей.